# Relations entre Haïti et l'Union européenne
Les relations entre Haïti et l’Union européenne reposent principalement sur le partenariat de l’Union avec les pays d'Afrique, Caraïbes et Pacifique, la Communauté caribéenne et la Communauté d'États latino-américains et caraïbes.
À la suite du tremblement de terre de janvier 2010, l'Union a augmenté son aide humanitaire et de coopération afin d'aider les victimes et soutenir l'effort de reconstruction. En mars 2010, lors de la conférence des donneurs internationaux de New York, l'Union a promis l'octroi de 552 millions d'euros d'aide.

## Sources

## Compléments